# Кэролан, Джо
Джо́зеф Кэ́ролан (англ. Joseph Carolan; 8 сентября 1937, Дублин — 26 сентября 2018), более известный как Джо Кэролан (англ. Joe Carolan) — ирландский футболист, выступавший на позиции крайнего защитника.

## Биография
Уроженец Дублина, Джо начал футбольную карьеру в клубе «Хоум Фарм». Его заметили скауты «Манчестер Юнайтед», и 15 февраля 1956 года он подписал контракт с английским клубом. После перехода играл за молодёжный состав «Манчестер Юнайтед» и помог команде выиграть Молодёжный кубок Англии. 22 ноября 1958 года дебютировал в основном составе «Юнайтед» в матче против «Лутон Таун», сыграв на позиции левого защитника вместо Иана Гривза. В тот период Мэтт Басби строил новую команду, так как в феврале 1958 года в мюнхенской катастрофе восемь игроков основного состава «Манчестер Юнайтед» погибли, а ещё двое никогда больше не смогли играть в футбол. В сезоне 1958/59 Кэролан провёл 24 матча. В следующем сезоне Джо стал полноценным игроком основного состава, сыграв в 44 из 45 матчей команды (больше него матчей в том сезоне провёл только Билл Фоулкс). Однако сезон 1960/61 начался для него неудачно: команда проиграла в двух стартовых матчах чемпионата «Блэкберну» и «Эвертону». После поражения от «Эвертона» со счётом 4:0 Мэтт Басби исключил Кэролана из основного состава, больше он в высшем дивизионе не играл. В последний раз Джо Кэролан сыграл за «Манчестер Юнайтед» 26 октября 1960 года в матче Кубка Футбольной лиги против «Эксетер Сити». В ноябре в команду из «Вест Хэма» перешёл Ноэл Кантуэлл, вскоре после чего, в декабре 1960 года, Кэролан был продан в «Брайтон энд Хоув Альбион» за 8000 фунтов. В общей сложности он провёл за «Юнайтед» 71 матч.
1 ноября 1959 года дебютировал в составе сборной Республики Ирландия в матче против сборной Швеции (Ирландия победила со счётом 3:2). 30 марта 1960 года провёл свой второй (и последний) матч за национальную сборную в игре против Чили, в которой ирландцы одержали победу со счётом 2:0.
В «Брайтоне» провёл два сезона, сыграв 36 матчей за клуб. Впоследствии выступал за команды низших дивизионов «Тонбридж» (1962—1968) и «Кентербери Сити» (1968—1971).
Умер в сентябре 2018 года в возрасте 81 года.

## Статистика выступлений
| Клуб                     | Сезон            | Лига | Лига | Кубки | Кубки | Итого | Итого |
| Клуб                     | Сезон            | Игры | Голы | Игры  | Голы  | Игры  | Голы  |
| ------------------------ | ---------------- | ---- | ---- | ----- | ----- | ----- | ----- |
| Манчестер Юнайтед        | 1958/59          | 23   | 0    | 1     | 0     | 24    | 0     |
| Манчестер Юнайтед        | 1959/60          | 41   | 0    | 3     | 0     | 44    | 0     |
| Манчестер Юнайтед        | 1960/61          | 2    | 0    | 1     | 0     | 3     | 0     |
| Манчестер Юнайтед        | Итого            | 66   | 0    | 5     | 0     | 71    | 0     |
| Брайтон энд Хоув Альбион | 1960/61          | 22   | 0    | 3     | 0     | 25    | 0     |
| Брайтон энд Хоув Альбион | 1961/62          | 11   | 0    | 0     | 0     | 11    | 0     |
| Брайтон энд Хоув Альбион | Итого            | 33   | 0    | 3     | 0     | 36    | 0     |
| Всего за карьеру         | Всего за карьеру | 99   | 0    | 8     | 0     | 107   | 0     |